# Ottoa oenanthoides
Ottoa es un género monotípico de plantas herbáceas perteneciente a la familia de las apiáceas.  Su única especie Ottoa oenanthoides, se encuentra en América.

## Descripción
Son plantas que alcanza un tamaño de 25-60 cm de altura, delgadas, verdes a glaucas, con frecuencia diminutamente escabriúsculas en la inflorescencia. Hojas de 10-60 cm, en su mayoría basales, teretes, atenuándose hacia el ápice. Con pedúnculos de 10-40 cm, el ápice escabriúsculo; radios fértiles 3-10, 2-5 cm, los radios estériles hasta 1.5 cm, todos patente-ascendentes, desiguales, la base frecuentemente escabriúscula; pedicelos 4-8 mm. Frutos 6-7 × 2-3 mm.

## Distribución y hábitat
Se encuentra en los bosques de neblina de coníferas, praderas alpinas y páramos arbustivos, a una altitud de 3000-4000 metros, en México, Mesoamérica, Colombia, Venezuela y Ecuador.

## Taxonomía
Ottoa oenanthoides fue descrita por  Carl Sigismund Kunth y publicado en Nova Genera et Species Plantarum (quarto ed.) 5: 20, pl. 423. 1821.
Sinonimia
- Oenanthe quitensis Spreng.
- Ottoa oenanthoides var. major (Wedd.) Mathias & Constance
- Ottoa oenanthoides var. oenanthoides[3]